# Znak Ostrova Man
Znak Ostrova Man, jednoho z britských korunních závislých území, které patří britskému panovníkovi a není považováno za součást Spojeného království, je tvořen červeným štítem, ve kterém je stříbrná trojnožka – tři spojené pokrčené stříbrné nohy, vějířovitě položené a otočené špičkami chodidel ve směru pohybu hodinových ručiček (triskelion). Nohy jsou zlatě zdobené a se zlatými ostruhami.
Klenotem je britská imperiální koruna v přirozených barvách, štítonoši jsou (heraldicky) vpravo sokol stěhovavý a vlevo krkavec, také v přirozených barvách. Pod štítem je bílá, dvakrát přeložená, hnědě podšitá stuha s latinským mottem „QUOCUNQUE JECERIS STABIT“ (česky Kamkoli ji hodíš, bude stát).

## Historie
Znak ostrovu udělila 12. července 1996 svým výnosem královna Alžběta II.
Motiv tří noh byl do znaku králů ostrova přijat ve 13. století. Důvod změny symbolu na znaku není znám, původně na něm bylo slunce. Motto je s ostrovem spojováno zhruba od roku 1300, předtím jej údajně užívali MacLeodové z Lewisu, kteří ovládali skotské ostrovy a od roku 1266 i ostrov Man.
Štítonoši mají také základ v historii: Roku 1405 daroval Jindřich IV. ostrov Johnu Stanleyovi a podmínkou, že mu věnuje (jako projev úcty) dva sokoly a stejně tak všem následujícím anglickým králům při jejich korunovaci. Tato tradice pokračovala až do roku 1821 (korunovace Jiřího IV.), i když se roku 1765 ostrova ujal Jiří III. a ostrov se stal britským závislým územím.
Druhý štítonoš, krkavec, pochází z legendy o vikingském králi Ódinovi, kterého provázeli dva krkavci.

## Další užití znaku
Motiv znaku je použit na vlajce Ostrova Man nebo na mincích manské libry.

Vlajka Ostrova Man Poměr stran: 1:2
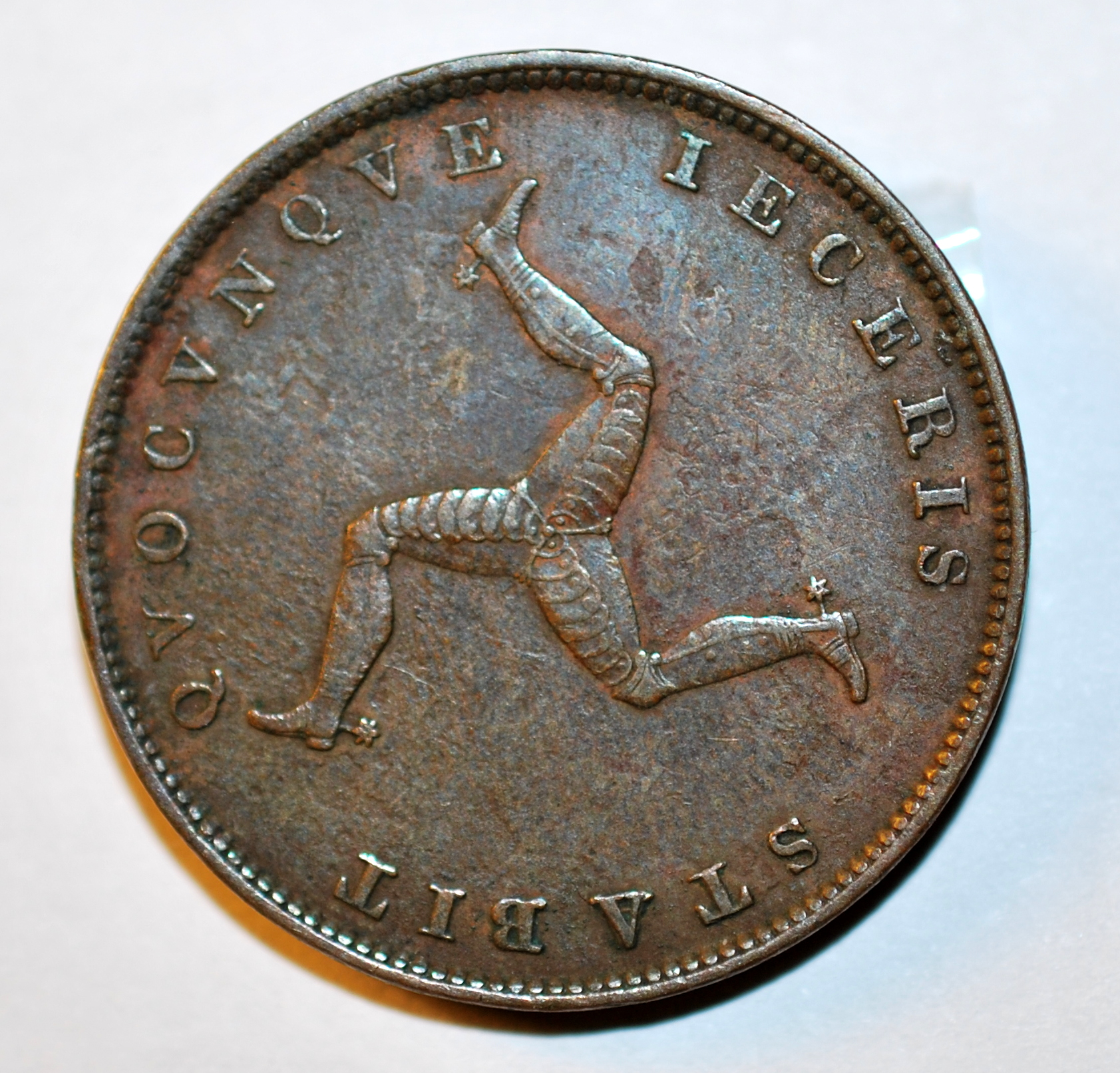
Manská libra